# Frauen-Rugby-Union-Weltmeisterschaft
Die Frauen-Rugby-Union-Weltmeisterschaft (englisch Women's Rugby World Cup) ist der wichtigste internationale Wettkampf für Frauen in der Sportart Rugby Union und wird alle vier Jahre unter den zwölf besten Nationalmannschaften der Welt ausgetragen. Die ersten beiden Austragungen 1991 und 1994 waren vom Weltverband International Rugby Board (IRB) zunächst nicht offiziell anerkannt worden. Ab 1998 übernahm die IRB bzw. ihre Nachfolgeorganisation World Rugby selbst die Durchführung. Die aktuellen Weltmeisterinnen stammen aus Neuseeland.

## Länderspezifischer Erfolg
Insgesamt haben bisher 21 Nationalmannschaften an Endrunden der Rugby-Union-Weltmeisterschaft teilgenommen, darunter auch die deutsche Nationalmannschaft 1998 und 2002.
| Nation             | Weltmeister | Vize-Weltmeister | 3. Platz | 4. Platz |
| ------------------ | ----------- | ---------------- | -------- | -------- |
| Neuseeland         | 6           | 0                | 0        | 1        |
| England            | 2           | 6                | 1        | 0        |
| Vereinigte Staaten | 1           | 2                | 0        | 1        |
| Kanada             | 0           | 1                | 0        | 4        |
| Frankreich         | 0           | 0                | 7        | 1        |
| Australien         | 0           | 0                | 1        | 0        |
| Wales              | 0           | 0                | 0        | 1        |
| Irland             | 0           | 0                | 0        | 1        |

## Ergebnisse
| Jahr | Gastgeber          | Finale             | Finale   | Finale             | Kleines Finale        | Kleines Finale     | Kleines Finale     |
| Jahr | Gastgeber          | Weltmeister        | Ergebnis | 2. Platz           | 3. Platz              | Ergebnis           | 4. Platz           |
| ---- | ------------------ | ------------------ | -------- | ------------------ | --------------------- | ------------------ | ------------------ |
| 1991 | Wales              | Vereinigte Staaten | 19 : 6   | England            | Frankreich Neuseeland | Geteilter 3. Platz |                    |
| 1994 | Schottland         | England            | 38 : 23  | Vereinigte Staaten | Frankreich            | 27 : 0             | Wales              |
| 1998 | Niederlande        | Neuseeland         | 44 : 12  | Vereinigte Staaten | England               | 31 : 15            | Kanada             |
| 2002 | Spanien            | Neuseeland         | 19 : 9   | England            | Frankreich            | 41 : 7             | Kanada             |
| 2006 | Kanada             | Neuseeland         | 25 : 17  | England            | Frankreich            | 17 : 8             | Kanada             |
| 2010 | England            | Neuseeland         | 13 : 10  | England            | Australien            | 22 : 8             | Frankreich         |
| 2014 | Frankreich         | England            | 21 : 9   | Kanada             | Frankreich            | 25 : 18            | Irland             |
| 2017 | Irland             | Neuseeland         | 41 : 32  | England            | Frankreich            | 31 : 23            | Vereinigte Staaten |
| 2021 | Neuseeland         | Neuseeland         | 34 : 31  | England            | Frankreich            | 36 : 0             | Kanada             |
| 2025 | England            |                    | :        |                    |                       | :                  |                    |
| 2029 | Australien         |                    | :        |                    |                       | :                  |                    |
| 2033 | Vereinigte Staaten |                    | :        |                    |                       | :                  |                    |